# 阿拉米斯山脈
阿拉米斯山脈（英語：Aramis Range）是南極洲的山脈，屬於查爾斯王子山脈的一部分，處於波爾托斯山脈東南11英里，全長約30英里，該山脈在1957年由澳大利亞的探險隊發現。
70°37′S 67°00′E / 70.617°S 67.000°E